# Echinococcus multilocularis
Echinococcus multilocularis е паразитен плосък червей, причинител на алвеоларната ехинококоза (алвеококоза) при междинните гостоприемници с краен гостоприемник основно лисици (лисица, корсак и песец) и по-рядко домашни кучета и котки. Echinococcus multilocularis е описан за първи път през 1858 г. от немския учен Рудолф Вирхов, който открива многокамерен мехур в черен дроб при аутопсия на 38-годишен мъж през 1855 г.

## Разпространение
Echinococcus multilocularis е разпространена в Северното полукълбо и особено в тундровите райони на Северна Америка и Евразия, но липсва на северните острови Гренландия и Исландия. По на юг е разпространена изолирано в Големите равнини на Северна Америка в САЩ, пресичайки границата с Канада. По подобен начин и в Европа е разпространена в обширен изолиран ареал от Южна Германия, Източна Франция и части от Швейцария и Австрия. Този ареал продължава на изток към Близкия изток през Турция до Иран. Съобщения за наличието на паразита има и в Тунис. Видът е характерен за остров Сахалин, но е интродуциран на японския Хокайдо и западно разположения от него по-малък остров Ребун. В България Echinococcus multilocularis е открит в периода 1980 – 1983 г. През 1981 г. е открит при теле с произход от района на Западна Стара планина. Открити са природни огнища сред гризачи и други диви животни в Пирин и Видинска област.

## Морфологични особености
Стробилата е дълга 1,8 – 3 mm и се състои от 3 – 4 членчета. Ростелумът притежава 28 – 30 кукички, разположени в два реда. Половите органи се намират пред латералния ръб на членчето. В хермафродитното членче се съдържат 17 – 25 семенника, разположени подобно на венец около останалите органи. Яйчникът е двуделен, а жълтъчната жлеза е разположена близо до задния край на членчето. В половозрялото членче матката е овална и съдържа от 250 до 400 яйца. Всяко яйце е с диаметър 27 – 38 μm. Яйцата са много устойчиви на външни фактори. Във вода при температура от 2 °C се съхраняват жизнеспособни до 2 години. Краткотрайното действие на отрицателни температури не ги убива. Намирайки се в снега в тундровите райони могат да се запазят инвазиоспособни до една година.
Възрастните паразити достигат полова зрялост на 33 – 35 дневна възраст, а продължителността на живота им е около 3 – 3,5 месеца.
Ларвната форма е многокамерен мехур, локализиран във вътрешните органи на междинни гостоприемници и най-вече черен дроб. Представлява хрущяловидна бучка с различни размери. Съдържа множество малки мехурчета с диаметър от 0,1 до 0,6 mm, изпълнени с пихтиесто вещество. Едно от друго мехурчетата са отделени с гранулационна тъкан. При разрез на хрущялната бучка се вижда килийчеста структура подобно на шуплесто сирене. Килийчестата структура е ясно видима в периферията, а централната част е възможно по-късно да некротизира. Стената на отделните мехурчета е изградена от външна кутикулна и вътрешна герминативна тъкан. В герминативната част се образуват новите сколекси. Пространството между отделните мехурчета е представено от тъканта на поразения орган, която постепенно се изменя в гранулационна тъкан, уплътнява, калцифицира, некротизира и разпада. Растежът на многокамерния мехур се извършва чрез екзогенно пъпкуване като се образуват малки мехурчести изпъквания, които с нарастването си се откъсват и дават начало на нов самостоятелен мехур. Този начин на растеж наподобява на злокачествен тумор, поради което прогнозата за лечение на опаразитения организъм е лоша.

## Жизнен цикъл
Цикълът на развитие е непряк. Крайните гостоприемници се инвазират след изяждане на гризачи, опаразитени с ларвната форма. Междинни гостоприемници са човек, гризачи (основно от родовете Microtus, Lemmus и Clethriomys) и зайцеподобни бозайници. Попадането на яйцата в междинните гостоприемници става посредством замърсени храна и вода. В храносмилателния тракт онкосферите (яйца) се освобождават от обвивките си и преминават през лигавицата и посредством кръвния поток и от там най-често попадат в черния дроб, по-рядко в други вътрешни органи.